# Holy Diver
Holy Diver je debutové studiové album americké heavy metalové skupiny Dio. Album vyšlo v roce 1983 u Warner Bros. Records a produkoval ho Ronnie James Dio.

## Seznam skladeb
| Strana 1 | Strana 1                | Strana 1              | Strana 1 |
| Pořadí   | Název                   | Autor                 | Délka    |
| -------- | ----------------------- | --------------------- | -------- |
| 1.       | Stand Up and Shout      | Bain, Dio             | 3:18     |
| 2.       | Holy Diver              | Dio                   | 5:51     |
| 3.       | Gypsy                   | Campbell, Dio         | 3:39     |
| 4.       | Caught in the Middle    | Appice, Campbell, Dio | 4:14     |
| 5.       | Don't Talk to Strangers | Dio                   | 4:53     |

| Strana 2       | Strana 2                   | Strana 2                    | Strana 2 |
| Pořadí         | Název                      | Autor                       | Délka    |
| -------------- | -------------------------- | --------------------------- | -------- |
| 1.             | Straight Through the Heart | Bain, Dio                   | 4:31     |
| 2.             | Invisible                  | Appice, Campbell, Dio       | 5:24     |
| 3.             | Rainbow in the Dark        | Appice, Bain, Campbell, Dio | 4:15     |
| 4.             | Shame on the Night         | Appice, Bain, Campbell, Dio | 5:20     |
| Celková délka: | Celková délka:             | Celková délka:              | 41:36    |

## Sestava
- Ronnie James Dio – zpěv, klávesy
- Vivian Campbell – kytara
- Jimmy Bain – baskytara, klávesy
- Vinny Appice – bicí